# Várzea (Santarém)
Várzea é uma povoação portuguesa do Município de Santarém que foi sede da extinta Freguesia de Várzea, freguesia que tinha 21,23 km² de área e 1 817 habitantes (2011), e, por isso, uma densidade populacional de 85,6 hab/km². Foi extinta e agregada à Freguesia da Romeira, criando-se a União das Freguesias de Romeira e Várzea.
No território desta freguesia está instalada a zona industrial de Santarém. Tem óptimas condições, no que diz respeito a infra-estruturas. Estão também sediadas na Várzea a fábrica UNICER e a fábrica da cerveja Cintra.

## População
| População da Freguesia de Várzea | População da Freguesia de Várzea | População da Freguesia de Várzea | População da Freguesia de Várzea | População da Freguesia de Várzea | População da Freguesia de Várzea | População da Freguesia de Várzea | População da Freguesia de Várzea | População da Freguesia de Várzea | População da Freguesia de Várzea | População da Freguesia de Várzea | População da Freguesia de Várzea | População da Freguesia de Várzea | População da Freguesia de Várzea | População da Freguesia de Várzea |
| -------------------------------- | -------------------------------- | -------------------------------- | -------------------------------- | -------------------------------- | -------------------------------- | -------------------------------- | -------------------------------- | -------------------------------- | -------------------------------- | -------------------------------- | -------------------------------- | -------------------------------- | -------------------------------- | -------------------------------- |
| 1864                             | 1878                             | 1890                             | 1900                             | 1911                             | 1920                             | 1930                             | 1940                             | 1950                             | 1960                             | 1970                             | 1981                             | 1991                             | 2001                             | 2011                             |
| 1 223                            | 1 465                            | 1 823                            | 1 684                            | 1 811                            | 1 926                            | 2 028                            | 1 937                            | 1 916                            | 1 718                            | 1 729                            | 1 821                            | 1 824                            | 1 685                            | 1 817                            |

| Distribuição da População por Grupos Etários | Distribuição da População por Grupos Etários | Distribuição da População por Grupos Etários | Distribuição da População por Grupos Etários | Distribuição da População por Grupos Etários | Distribuição da População por Grupos Etários | Distribuição da População por Grupos Etários | Distribuição da População por Grupos Etários | Distribuição da População por Grupos Etários | Distribuição da População por Grupos Etários |
| -------------------------------------------- | -------------------------------------------- | -------------------------------------------- | -------------------------------------------- | -------------------------------------------- | -------------------------------------------- | -------------------------------------------- | -------------------------------------------- | -------------------------------------------- | -------------------------------------------- |
| Ano                                          | 0-14 Anos                                    | 15-24 Anos                                   | 25-64 Anos                                   | > 65 Anos                                    |                                              | 0-14 Anos                                    | 15-24 Anos                                   | 25-64 Anos                                   | > 65 Anos                                    |
| 2001                                         | 233                                          | 211                                          | 886                                          | 355                                          |                                              | 13,8%                                        | 12,5%                                        | 52,6%                                        | 21,1%                                        |
| 2011                                         | 275                                          | 161                                          | 978                                          | 403                                          |                                              | 15,1%                                        | 8,9%                                         | 53,8%                                        | 22,2%                                        |

Média do País no censo de 2001:  0/14 Anos-16,0%; 15/24 Anos-14,3%; 25/64 Anos-53,4%; 65 e mais Anos-16,4%
Média do País no censo de 2011:   0/14 Anos-14,9%; 15/24 Anos-10,9%; 25/64 Anos-55,2%; 65 e mais Anos-19,0%